# Еремити (Салерно)
Еремити је насеље у Италији у округу Салерно, региону Кампанија.
Према процени из 2011. у насељу је живело 150 становника. Насеље се налази на надморској висини од 572 м.